# سفارة إيران في العراق
سفارة جمهورية إيران الإسلامية في العراق هي البعثة الدبلوماسية الرئيسية التي تمثل إيران لدى العراق. تقع السفارة في حي المنصور، غرب العاصمة بغداد، وتُعد مركزاً رئيسياً لإدارة العلاقات السياسية، الأمنية، الاقتصادية، والدينية بين البلدين.

## الخلفية والتأسيس
أُنشئت أول بعثة دبلوماسية إيرانية في العراق عام 1931 في عهد نظام الملكي في إيران بقيادة رضا شاه بهلوي، إذ تمت ترقية القنصلية العامة في بغداد إلى سفارة رسمية، وتم تعيين السيد **حسنعلي كمال هدايت** أول سفير للجمهورية الإيرانية آنذاك.
أُعيد افتتاح السفارة الإيرانية في بغداد عام 2003 بعد انقطاع دام أكثر من عقدين بسبب الحرب العراقية الإيرانية والعراق تحت حكم صدام حسين، حيث كانت العلاقات الدبلوماسية مجمدة منذ 1980.

## المهام
تضطلع السفارة بمهام دبلوماسية تتعلق بتعزيز العلاقات الثنائية في المجالات السياسية والاقتصادية والثقافية، إضافة إلى الإشراف على القنصليات الإيرانية في النجف، كربلاء، البصرة، وأربيل. كما تنسق زيارات المسؤولين رفيعي المستوى وتصدر التأشيرات.

## السفير
يشغل محمد كاظم آل صادق منصب السفير الإيراني في بغداد منذ 17 مايو 2022. وهو من الشخصيات ذات الخلفية الأمنية، وكان يشغل سابقاً مواقع في فيلق القدس التابع للحرس الثوري الإيراني.

## الهجوم على السفارة
في 4 يناير 2006، تعرضت السفارة الإيرانية في بغداد لهجوم بقذيفة صاروخية، لم يسفر عن خسائر بشرية لكنه ألحق أضراراً مادية، ويُعتقد أن الهجوم كان جزءاً من التوترات الإقليمية في حينها.

## علاقات سياسية وأمنية
تعتبر السفارة مركزاً أساسياً للتنسيق الأمني بين طهران وبغداد، وخاصة في ما يتعلق بالتعاون مع فصائل الحشد الشعبي، والمشاورات السياسية بين الحكومتين في ملفات متعددة تشمل الحدود، الكهرباء، والتجارة.

## قائمة السفراء
| الترتيب | الاسم             | المدة         | ملاحظات                                                                  |
| ------- | ----------------- | ------------- | ------------------------------------------------------------------------ |
| 1       | محسن رئيس         | 1943–1945     | أول سفير إيراني لدى العراق في العصر الحديث.                              |
| 2       | محمد شايسته       | 1945–1949     | خدم في فترة ما بعد الحرب العالمية الثانية.                               |
| 3       | محمود صالحي       | 1949–1951     | شهدت فترته تطورات سياسية في المنطقة.                                     |
| 4       | حسين قدس نخعي     | 1951–1953     | كان له دور في تعزيز العلاقات الثنائية.                                   |
| 5       | مظفر عالم         | 1953–1954     | تولى المنصب خلال فترة التوترات الإقليمية.                                |
| 6       | نادر بتمانغليدج   | 1956–1958     | خدم في فترة الانقلابات السياسية في العراق.                               |
| 7       | أمان الله أردلان  | 1958–1960     | شهدت فترته تغييرات في النظام السياسي العراقي.                            |
| 8       | ياد الله آزودي    | 1960–1962     | عمل على تعزيز العلاقات الاقتصادية.                                       |
| 9       | عباس آرام         | 1962–1963     | تولى المنصب خلال فترة التوترات الإقليمية.                                |
| 10      | فريدون آدميت      | 1978–1979     | آخر سفير قبل الثورة الإسلامية في إيران.                                  |
| —       | انقطاع العلاقات   | 1980–2003     | بسبب الحرب العراقية–الإيرانية.                                           |
| 11      | حسن كاظمي قمي     | 2003–2010     | أول سفير بعد استئناف العلاقات الدبلوماسية بين إيران والعراق في عام 2003. |
| 12      | حسن دانائي فر     | 2010–2017     | من مواليد بغداد، وكان من قيادات الحرس الثوري الإيراني.                   |
| 13      | إيرج مسجدي        | 2017–2022     | ضابط سابق في الحرس الثوري لمدة 35 عامًا، وكان مستشارًا لقاسم سليماني.      |
| 14      | محمد كاظم آل صادق | 2022–حتى الآن | السفير الحالي، من قادة فيلق القدس السابقين.                              |

## وصلات خارجية
- الموقع الرسمي للسفارة
- سفارة العراق في طهران – موقع وزارة الخارجية العراقية